# Фрідріх-Карл Буркгардт
Фрідріх-Карл Буркгардт (нім. Friedrich-Karl Burckhardt; 24 грудня 1889, Кеслін — 18 червня 1962) — німецький льотчик-ас, гауптман Прусської армії.

## Біографія
Військову службу розпочав кадетом у 1902-1904 роках, по закінченні навчання був направлений до 54-го піхотного полку. 27 травня 1913 року отримав льотний сертифікат №418 і перейшов до авіації.
Після початку Першої світової війни воював із серпня 1914 по грудень 1915 року на Східному фронті, літаючи у складі 14-го льотного дивізіону. 27 вересня 1914 року був поранений. З грудня 1915 по 28 листопада 1916 літав у складі 30-го льотного дивізіону, після чого перейняв командування над 25-ю винищувальною ескадрильєю, яка воювала тоді на Македонському фронті. Протягом 1917 п'ять перемог. 25 лютого 1918 року був відкликаний назад до Німеччини. Пізніше перейняв командування 4-ю бойовою ескадрильєю одномісних літаків, завданням якої була оборона Німеччини.

## Нагороди
- Нагрудний знак військового пілота (Пруссія)
- Залізний хрест
  - 2-го класу (9 вересня 1914)
  - 1-го класу (28 жовтня 1914)
- Королівський орден дому Гогенцоллернів, лицарський хрест з мечами (серпень 1917)
- Орден «За хоробрість» (Третє Болгарське царство)
- Почесний хрест ветерана війни з мечами